# П'єр Ґренґуар
П'єр Ґренґуар, або Гренгуар (фр. Pierre Gringoire; біля 1475, Тюрі-Аркур — 1539, Лотарингія) — середньовічний французький поет і автор народних фарсів, один з «великих риториків».
Разом з Ж. Маршаном займався організацією вуличних вистав і свят в Парижі (1501-02, 1504, 1514, 1515, 1517). Створив багато сатиричних комедій і пародій на тодішні звичаї, для майданних труп «Безтурботні хлопці» і «Mere Sotte» (соті «Гра про князя дурнів та дурепу-маму», сатиру «Полювання на оленя з оленів» (1512), мораліте «Упертюх» (1512), пантомім і містерій для урочистих вистав в честь високопоставлених іноземних гостей короля Франції. Літературне значення Гренгуара полягає в тому, що він створив у Франції політичні фарси, в яких на догоду Людовику XII насміхався над папством, духовенством, Реформацією та т. ін. Після 1518 року служив у герцога Антуана Лотарингського, залишивши театральні заняття.

## В мистецтві
Гренгуар у сильно зміненому вигляді зображений в «Соборі Паризької богоматері» Віктора Гюго і в одноактній комедії у віршах «Гренгуар» Теодора де Банвіля (Theatre-Francais, 1860). В мюзиклі за мотивами роману у французькій версії партію Гренгуара виконував іменитий франкоканадський співак Брюно Пельтьє.